# Ardo
Pour les articles homonymes, voir Ardo (homonymie).
Ardo (peut-être le diminutif d'Ardabast) est le dernier roi wisigoth. Il règne en Septimanie de c. 714 à c. 720.

## Biographie
Ardo régna peut-être avec l'appui des musulmans, nouveaux maîtres d'une grande partie de l'Hispanie, qui ont franchi les Pyrénées et envahi la Septimanie en 719, à moins qu'il ne soit resté plus ou moins indépendant. Selon Ibn al-Qūṭiyya, un historien andalou du Xe siècle, Ardo est l'un des trois fils du roi wisigoth Wittiza et l'un des frères du roi Agila II, son prédécesseur. Il siège probablement en tant que roi à Narbonne, chef-lieu de l'ancien duché wisigoth de Septimanie, et frappe monnaie, symbole de pouvoir. 
Ardo est connu grâce à une chronique mozarabe : la Chronique mozarabe de 754 et par les monnaies retrouvées en Septimanie.
On ne connaît ni descendant ni successeur d'Ardo, cependant l'historien et archéologue Laurent Schneider fait remarquer que Wittiza (le futur Saint Benoît d'Aniane), fils du comte de Maguelone (peut-être Ansemond), soit l'un des personnages les plus importants dans la région au milieu du VIIIe siècle, porte le même prénom que le père des rois Ardo et Agila II, Wittiza. Le comte Ansemond porte lui aussi une variante du nom d'Olmund, frère supposé d'Ardo et Agila II. Enfin, un des compagnons et historiographe de Saint Benoît porte le nom d'Ardo.